# Carl Philipp Emanuel Bach
Carl Philipp Emanuel Bach (ur. 8 marca 1714 w Weimarze, zm. 14 grudnia 1788 w Hamburgu) – niemiecki kompozytor, pianista i klawesynista, drugi z synów Johanna Sebastiana Bacha, zwany Bachem berlińskim lub hamburskim.

## Życiorys

### Wczesne lata
Urodził się jako drugi z synów Johanna Sebastiana Bacha i jego pierwszej żony Marii Barbary. Naukę rozpoczął w Köthen. Kontynuował ją następnie w gimnazjum w Lipsku. W 1731 roku rozpoczął studia prawnicze. Uzupełniał je potem we Frankfurcie nad Odrą (od 1734 do 1738). Po ich zakończeniu zdecydował się poświęcić muzyce, otrzymawszy propozycję pracy od księcia Ferdynanda. W swojej Autobiografii podawał, że muzyki uczył się tylko u swojego ojca i w wieku 11 lat potrafił już zagrać a vista wszystkie jego dzieła na instrumenty klawiszowe. Obowiązki służbowe nie pozwalały mu podróżować, w czasach gdy większość muzyków starała się studiować we Włoszech.

### Na służbie u Fryderyka II
Przez ok. 30 lat (w latach 1738–68) był nadwornym klawesynistą króla Fryderyka II w Berlinie i Poczdamie.
W 1744 roku poślubił Johannę Marię Dannemann. Z trojga dzieci z tego małżeństwa, które dożyły dorosłości, żadne nie zostało muzykiem.

### Okres hamburski
W 1768 roku objął po swym ojcu chrzestnym, Georgu Philippie Telemannie, stanowisko kantora w Hamburgu, co obejmowało obowiązki dyrektora muzyki w pięciu kościołach oraz naukę w gimnazjum. Zmarł w Hamburgu i został pochowany w tamtejszym kościele św. Michała – jego grób do dziś jest dostępny dla zwiedzających.

## Twórczość
Jest autorem prawie 900 utworów. Komponował przede wszystkim koncerty, sonaty i fantazje na klawesyn, którego był wybitnym wirtuozem. Pisał również pieśni i symfonie. Skomponował prawie dwieście sonat na instrumenty klawiszowe (klawesyn, klawikord, fortepian), przyczyniając się do ewolucji tej formy. Popularność zdobyła jego szkoła gry na instrumentach klawiszowych Versuch über die wahre Art das Klavier zu spielen, wydana w 1753 roku oraz jej druga część w 1762 roku.
Był jednym, obok swojego brata Johanna Christiana, z najwybitniejszych reprezentantów stylu galant (rokoko). Jego dzieła jednak wykraczają poza błyskotliwość, lekkość dworskiego galant. Zdradzają nawiązania do muzyki ludowej, są emocjonalnie pogłębione, bardziej żarliwe emocjonalnie. Stąd wielu muzykologów uważa Carla Philippa Emanuela Bacha za prekursora, a następnie jednego z najwybitniejszych przedstawicieli stylu Sturm und Drang w muzyce. W porównaniu z twórczością ojca, Johanna Sebastiana Bacha, w większości polifoniczną, sakralną, twórczość C.P.E. Bacha jest biegunowo odmienna: charakteryzuje się zwrotem ku świeckiej lekkości, dworskiej elegancji, homofonii, rozwijającym się dopiero homofonicznym formom kształtowania myśli muzycznej (allegro sonatowe, tańce, formy wariacji tematycznej).
Wpływ Carla Philippa Emanuela na muzykę niemiecką był olbrzymi, szczególnie na kompozytorów wczesnoklasycznych. Joseph Haydn zetknął się z pierwszymi sześcioma sonatami na instrument klawiszowy C.P.E. Bacha już jako dwudziestolatek, około 1752 roku. Wywarły one na nim niezwykłe wrażenie, co później podkreślał w rozmowach z Albertem Christophem Diesem. Wysoko jego sztukę cenili: Wolfgang Amadeus Mozart, Ludwig van Beethoven, Johannes Brahms.
Spośród kilku istniejących katalogów dzieł C.P.E. Bacha najbardziej rozpowszechnione są dwa: katalog Alfreda Wotquenne’a z 1905 roku (w skrócie „Wq”) oraz nowszy katalog tematyczny Eugene’a E. Helma z 1989 roku (w skrócie H).

## Instrumenty
Carl Philipp Emanuel Bach używał do swoich występów instrumentów (klawikordu i fortepianu) wykonanych przez Gottfrieda Silbermanna, wówczas znanego konstruktora instrumentów klawiszowych. W 2020 roku współczesny budowniczy fortepianów Paul McNulty wykonał kopię instrumentu Gottfrieda Silbermanna z 1749 roku dla Malcolma Bilsona.

## Posłuchaj
| (audio)                                      | \| (info) \| \| Sonata B-dur \| \| (info) \| \| Sonata G-dur \| \| Problem ze ściągnięciem pliku? Zobacz pomoc. \| |
| (info)                                       | |
| Sonata B-dur                                 | |
| (info)                                       | |
| Sonata G-dur                                 | |
| Problem ze ściągnięciem pliku? Zobacz pomoc. | |